# Mark Jansen

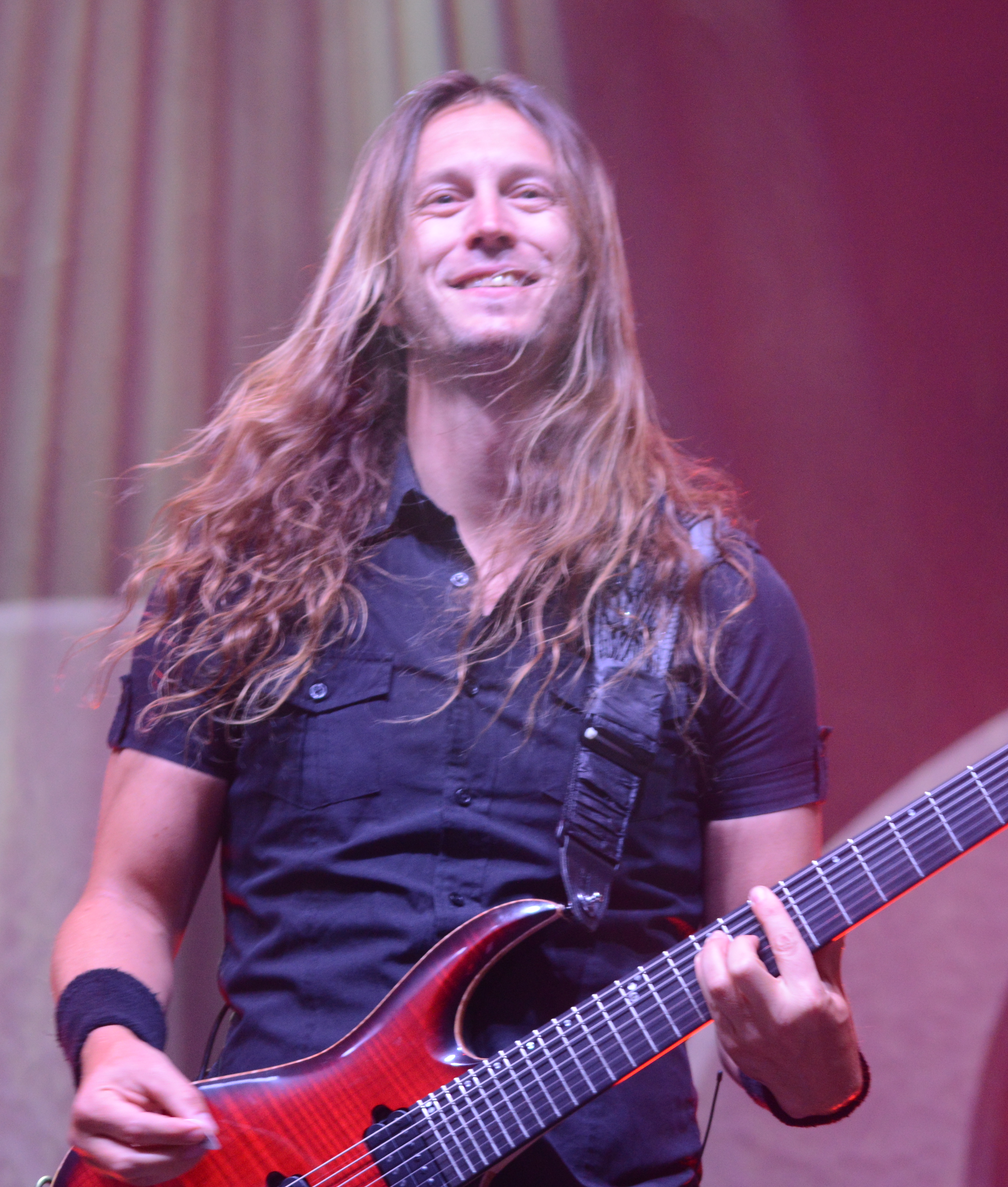
Mark Jansen, 2022

Mark Jansen (* 15. Dezember 1978 in Reuver) ist ein niederländischer Metal-Gitarrist, Sänger und Songwriter.
1995 gründete er zusammen mit Sander Gommans die Death-Metal-Band Apocalypse (später: After Forever), in der er auch als Songschreiber mitwirkte. Im Jahre 2001, nach der Veröffentlichung des Albums Decipher, verließ er die Band, um eine neue Gruppe namens Epica mit der Sängerin Simone Simons, seiner damaligen Freundin, zu gründen. Neben der Gitarre unterstützt er jeweils die weibliche Mezzosopranstimme durch Grunts und Screams.
Im vierten Album seiner Band, The Divine Conspiracy aus dem Jahr 2007, finden sich vor allem in den Gitarrenparts auch mehr Heavy-Klänge. Im fünften Album von Epica, Design Your Universe, waren die Grunts deutlich präsenter als auf den vorigen Alben, sodass beispielsweise die EMP-Rezension einen Vergleich zu Dimmu Borgir zog. 2010 kündigte Mark an, dass er eine neue Band genannt MaYaN gegründet hat, die 2011 ihr Debütalbum Quarterpast veröffentlicht hat. Im Gegensatz zu Epica singt Mark in MaYaN lediglich, spielt aber nicht Gitarre. Seiner Hauptband Epica bleibt er aber auch weiterhin treu.